# タリファ
タリファ（スペイン語: Tarifa）は、スペイン・アンダルシア州カディス県のムニシピオ（基礎自治体）。イベリア半島最南端にある。

## 概要
大西洋のコスタ・デ・ラ・ルス（光の海岸）に面し、ジブラルタル海峡を挟んでモロッコと対峙している。夜にタリファの明かりが対岸で確認できるほどである。ヨーロッパ大陸の最南端であるタリファ岬も自治体内に含まれる。
タンジェ＝タリファ間をフェリーの定期便が往復しており、およそ20km北東のアルヘシラスとの間をバス路線が結ぶ。セビリアはおよそ200km北にある。タリファ近郊の海岸には、アフリカ大陸からの不法移民がしばしば上陸する。
タリファは夏期の間人気のある観光地である。日照時間が長く、小さな町でフレンドリーな雰囲気があることから、多くの子供の野外活動や、夜には大人たちの催しが開かれる。近年、北欧の人々が夏を過ごす人気の場所となっている。
タリファ港近くに、保存状態の良い城、グスマン城（タリファ城とも）がある。この城は、1296年にアロンソ・ペレス・デ・グスマン（メディナ・シドニア公家の先祖）が息子をムーア人の捕虜にされても開城を拒んだことで知られている。タリファの海岸は、海峡の強風が吹くためウィンドサーファーやカイトサーファーに人気がある。このために、タリファは100もの風力発電のタービンが点在する。また、春と秋にジブラルタル海峡を渡るコウノトリなど、渡り鳥観察に適した場所でもある。14kmの幅がある海峡では、クジラ・イルカの観察もできる。
タリファは時に、タリフ（tariff）という言葉の発祥の場所とされる。これは港のドックを利用する商人に対して課金する、史上初の港であったからである。また別の説もあり、アラビア語のta'rïfを語源とすると指摘するものがある。タリファという名前そのものは、ベルベル族の戦士タリフ・イブン・マリクから生じたものである。

## 人口
| タリーファの人口推移 1900－2010                         |
|                                                         |
| 出典:INE（スペイン国立統計局）1900年 - 1991年、1996年 - |

## ギャラリー

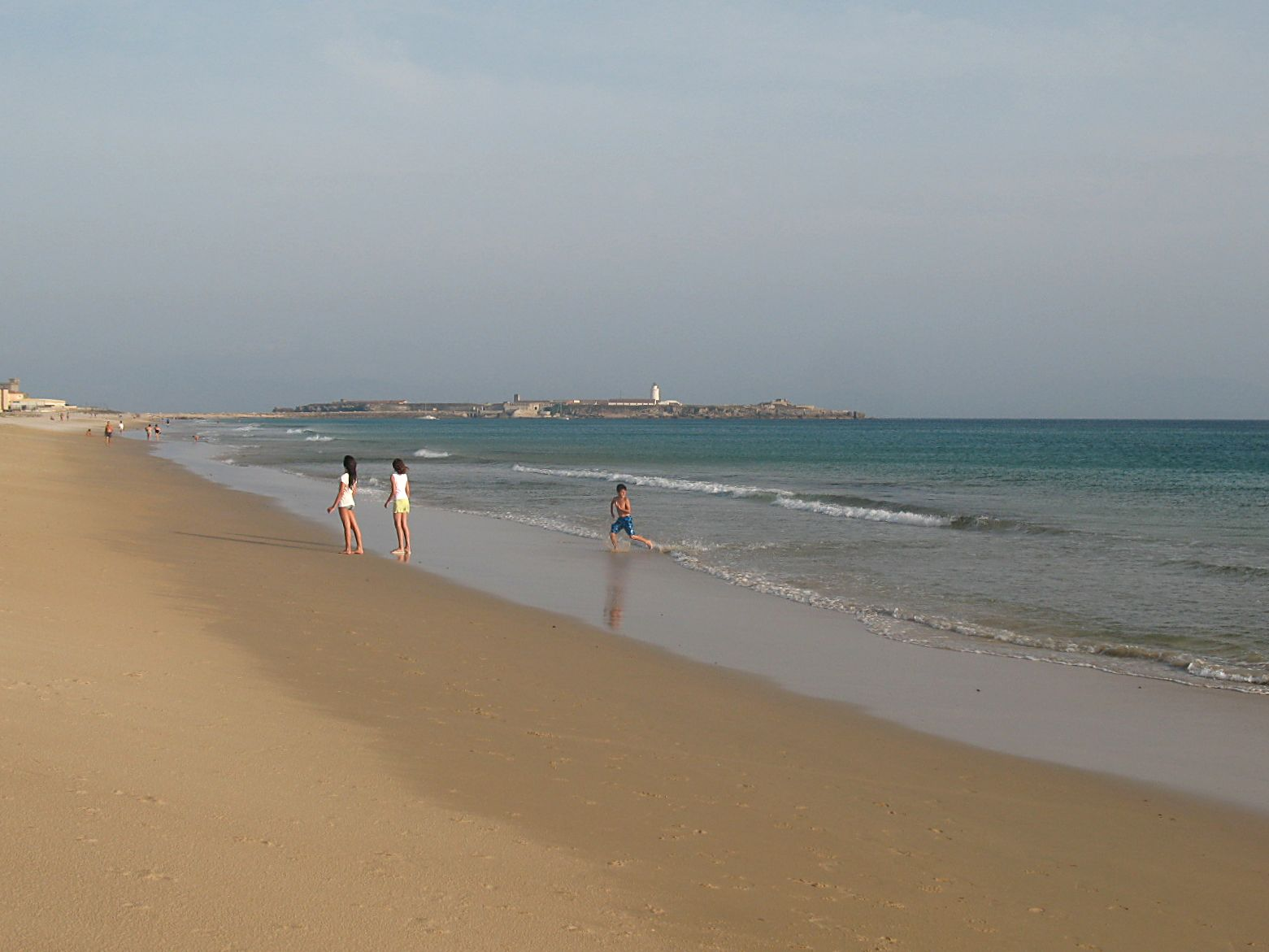
タリファ（中央奥）近くのビーチ
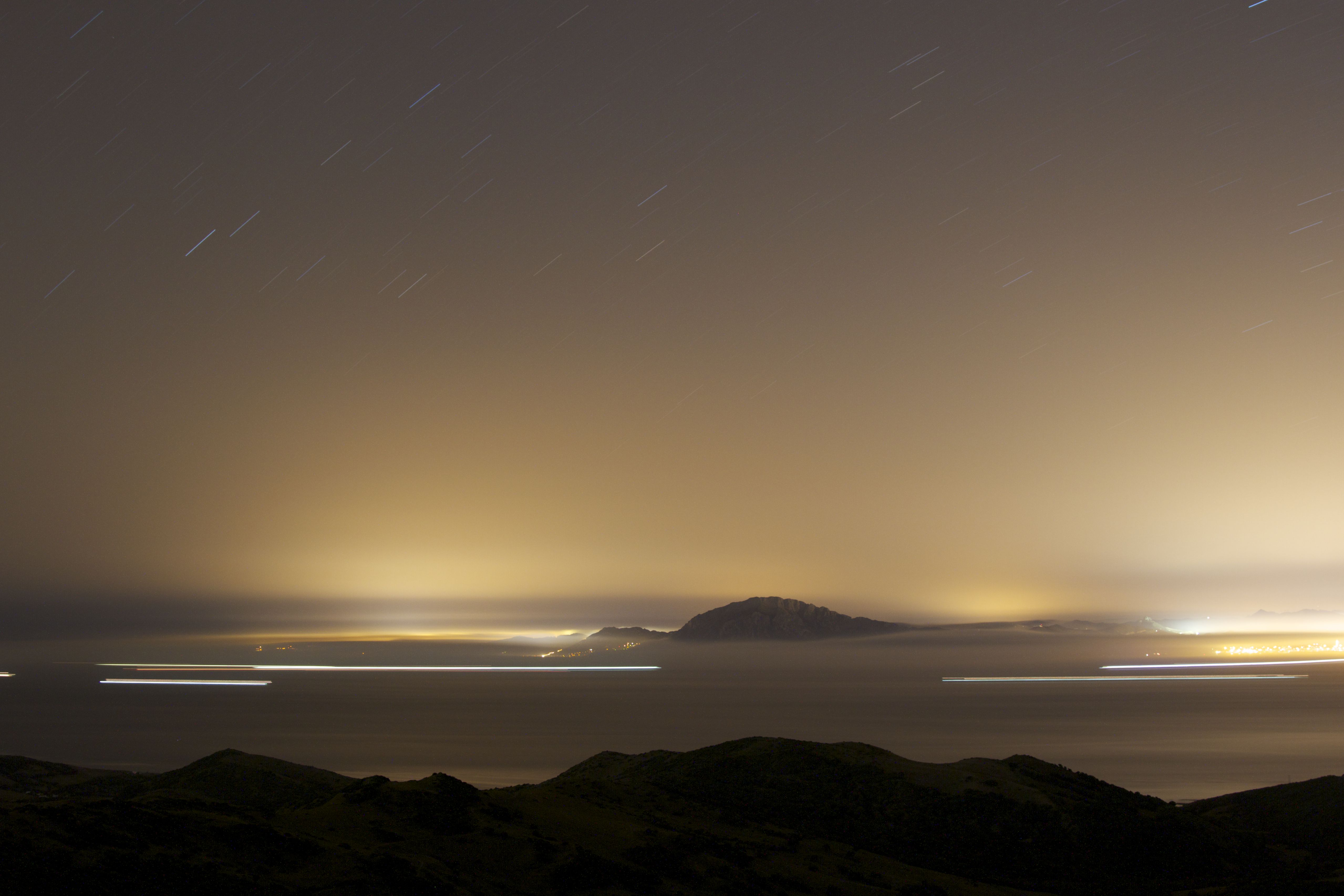
タリファからジブラルタル海峡越しに見たアフリカ大陸の夜景